# Mickey's Adventures in Numberland
Mickey's Adventures in Numberland (escrito en la como Mickey's Adventure in Numberland) es un videojuego educativo para Nintendo Entertainment System creado por Hi-Tech Expressions en 1994 y protagonizado por Mickey Mouse.

## Jugabilidad
En este juego, Mickey ha de recopilar todos los números del uno al diez para evitar que el malvado Pete robe Numberland. Los cinco niveles son: Number City, Number Factory, Space Center, Number Museum y Pete's Hideout. Para poder progresar al siguiente nivel, se debe responder a preguntas matemáticas básicas. Hay tres niveles de dificultad y los jugadores solo pueden en el nivel de dificultad más alto. Además, el jugador recibe bolas de chicle para usarlas como arma contra los enemigos. Estos elementos crean un entorno de "videojuego tradicional" para un videojuego, por lo demás, "puramente educativo".
El modo más difícil del videojuego cumple también una función secundaria: enseñar a los niños los conceptos básicos de los videojuegos de plataformas de scroll lateral.